# Jorge Garbajosa
Jorge Garbajosa Chaparro (ur. 19 grudnia 1977 w Torrejón de Ardoz) – hiszpański koszykarz, występujący na pozycji skrzydłowego, mistrz świata (2006) oraz Europy (2009), srebrny medalista olimpijski z Pekinu.
W zawodowej koszykówce debiutował w Vittorii – do Taugrés (później TAU Cerámica) trafił już jako szesnastolatek, w 1993. W 2000 przeniósł się do Benettonu Treviso. We Włoszech rozegrał 4 sezony, w 2004 wrócił do ojczyzny i został zawodnikiem Unicaja Málaga. W 2006 podpisał kontrakt z kanadyjskim jedynakiem w NBA – Toronto Raptors. W 2008 wrócił do Europy i podpisał kontrakt z Chimki Moskwa.
Garbajosa, mimo niezbyt imponujących warunków fizycznych (204 cm wzrostu), występuje na pozycji silnego skrzydłowego lub centra. Wszechstronny zawodnik od lat jest ważnym elementem zespołu narodowego, brał udział w IO 2000 i IO 2004 oraz MŚ 2002. Trzykrotnie zdobywał medale ME (brązowy w 2001, srebrny w 2003 i 2007). Był jedną z największych gwiazd MŚ 2006 – wybrano go do pierwszej piątki turnieju, a Hiszpania zdobyła tytuł mistrzowski.

## Osiągnięcia

### NBA
- Wybrany do I składu debiutantów NBA (2007)[1]

### Europa
Drużynowe
- Mistrz Hiszpanii (2006)
- Zdobywca:
  - pucharu:
    - Hiszpanii (1995, 1999, 2005)
    - Włoch (2003-04)

  - superpucharu Włoch (2002-03)
- Finalista:
  - ligi hiszpańskiej (1998)
  - superpucharu:
    - Włoch (2004)
    - Hiszpanii (2006)

  - pucharu Hiszpanii (2010-11)

Indywidualne
- MVP:
  - pucharu:
    - Włoch (2004)
    - Hiszpanii (2005)

  - finałów ligi hiszpańskiej (2006)
- Zawodnik roku Mr Europa (2006)[2]
- Zaliczony do:
  - I składu:
    - Euroligi (2003)[3]
    - ACB (2005, 2006)

  - II składu Euroligi (2006)[4]
- Uczestnik meczu gwiazd:
  - ACB (1999)
  - ligi włoskiej (2001, 2003)

### Reprezentacja
- Mistrz:
  - świata (2006)
  - Europy (2009)
- Wicemistrz:
  - olimpijski (2008)
  - Europy (2003, 2007)
- Brązowy medalista mistrzostw Europy (2001)
- Uczestnik:
  - igrzysk olimpijskich (2000 – 9. miejsce, 2004 – 7. miejsce, 2008)
  - mistrzostw:
    - świata:
      - 2002 – 5. miejsce, 2006, 2010 – 6. miejsce
      - U–22 (1997 – 7. miejsce)
      - w koszykówce 3x3 (2012[5])

    - Europy:
      - 2001, 2003, 2005 – 4. miejsce, 2007, 2009
      - U–22 (1998 – 4. miejsce)
- Zaliczony do I składu mistrzostw świata (2006)